# Relleu de la Casa de la Vila
El Relleu de la Casa de la Vila és una obra renaixentista de Sant Miquel de Fluvià (Alt Empordà) inclosa a l'Inventari del Patrimoni Arquitectònic de Catalunya.

## Descripció
Relleu tallat en pedra que es troba encastat a la façana de la Casa de la Vila, al carrer Major. Representa l'arcàngel Sant Miquel amb el drac vençut als seus peus al qual punxa amb una llança. El sant va vestit de guerrer i porta un escut on hi veiem les mateixes armes que es troben en una de les mènsules de la porta occidental de l'església: una estrella de vuit puntes i tres corones. L'escena té com a fons una fornícula en forma de petxina i és emmarcada per un arc de mig punt ornat amb un fris de fullatge, que es repeteix al basament del relleu. A la part alta, sobre l'arc i damunt uns capitells figurats hi veiem un parell d'àngels que aguanten una decoració vegetal.

## Història
Es tracta d'una peça que segons J.Badia es pot datar en el segle xvi, ja que l'emblema que apareix a l'escut de Sant Miquel és idèntic al que hi ha a la porta occidental de l'església de Sant Miquel de Fluvià, i a la llinda de la qual apareix la inscripció del 1532.